# Helwán
Helwán (anglicky: Helwan, někdy psáno též Hilwan, Hulwan) je město v Egyptě ležící na pravém břehu Nilu zhruba 30 km jižně od centra Káhiry, jejímž je dnes předměstím (konečná metra linky 1). Na protějším břehu se nachází archeologická lokalita Memfis.
Počátkem dvacátého století byl známými klimatickými lázněmi, dnes je čistě průmyslovým městem významně se podílejícím na znečištění ovzduší v celé metropolitní oblasti. Mezinárodně nejznámějším helwánským podnikem je zbrojovka, dále jsou zde železárny, ocelárny, textilky, cementárny a univerzita.
S Astronomickým a geofyzikálním národním výzkumným ústavem (NRIAG) navazujícím na tradici astronomické observatoře založené roku 1903 spolupracuje řada českých výzkumných organizací.